# Vauchamps (Marne)
Vauchamps és un municipi francès, situat al departament del Marne i a la regió del Gran Est. El 2021 tenia 350 habitants.